# 松本山雪
松本 山雪（まつもと さんせつ、天正9年（1581年）？ - 延宝4年11月23日（1676年12月27日） は、日本の江戸時代前期の絵師。本名は恒則。初名は庄三郎。岨巓（そてん）、心易とも号した。同時代人の狩野山雪と画名・画風が似ているため、しばしば混同されるが別人である。伊予松山藩の御用絵師で、馬の絵を得意とした。

## 略伝
近江（滋賀県）出身、松本姓から本貫は大津松本村の可能性が高い。家系図によると、山雪の父は黒田家家臣の松本能登長光の弟・松本彌兵衛長則で、紀州藩に仕えるも浪人し、後に藤堂高虎に仕えたがその後またも浪人したという。若き日の山雪は京都に住み、狩野山楽かその周辺で画技を磨いていたと推測される。ただ、これはあくまで画伝類の記述や画風からの推測で、これを裏付ける資料は全く見つかっていない。1635年（寛永12年）に伊予松山藩（愛媛県）主・松平定行に従って松山郊外の浮穴郡南土居村郷松本庵に移り、2人扶持を得て御用絵師となる。共に同様の扶持米を貰っているのは、大工や植木屋であることから、山雪は藩の正式な家臣というより、技能者の一員としてその都度画用を務める比較的自由な立場だったようだ。その住まいは地元で「松本屋敷」と呼ばれた。時折定行が立ち寄ったとされ、現在も居住跡が残る。
松山藩で藩主が交代しても定行に仕え続け、跡取の養子・山月共々、東野御殿の吟松庵へ出向いてお茶の相手をしたという。延宝4年（1676年）に逝去し、庵近くの万福寺境内に葬られた。
跡目は養子の松本山月が継いだ（3人扶持）。山月は現存作品が少ないが、代表作である「野馬図屏風」（香川県立ミュージアム、同名別図が金刀比羅宮にもある）や「八栗寺伽藍図」（高松市牟礼町・八栗寺蔵）山雪の画風を受け継ぎつつも独自の展開を見せた力のある絵師だった。しかし、山月の子・茂助則恒の代で絵師は廃している。松本家はその後、6代目彦右衛門正純の代に松平定則の小姓として取り立てられ、最終的に百石取りの小山奉行に出世している。

## 作風
現存作品数は30点以上。画風を見ると、全体の印象は京狩野に似ているが、部分的なモチーフの引用や皴法などの技術的な面では雪舟の流れを汲んだ雲谷派に近い。画題は馬（走獣）、楼閣山水、中国人物、名所絵など殆どが漢画系である。癖の強い表現が多く、技術的には決して優れているとはいえないが、珍しい画題やモチーフを取り上げ、細部描写にこだわり、一度見たら忘れがたい作品を残している。しかし、細部に耽溺するあまり、モチーフ同士の関連は希薄で、画面全体を見るとアンバランスで奇妙な作品が多い。
地元の愛媛、特に松山では山雪といえば馬の絵師として知られてきた。実際に馬の絵は多く、松山地方には明らかな贋作も少なくない。画風は楷体による痩躯の馬と、草体の2種類に大別できる。後者は同時代の狩野山雪、雲谷等益、曽我二直菴なども描いており、当時の流行だと推測できる。しかし前者の、俗に「山雪のイガイガ馬」或いは「山雪のやせ馬」と呼ばれる、肋骨が浮き出るほど痩せ、三白眼と異様に長いたてがみの馬は、他の絵師には見られない。また、馬が絵から抜けだして畑を荒らすので、馬の足元に青々とした草を描き加えて貰った、という伝承も残っている。

## 代表作
| 作品名           | 技法         | 形状・員数     | 寸法（縦x横cm）   | 所有者             | 製作年                 | 款記・印章                                                                                  | 備考 |
| ---------------- | ------------ | -------------- | ----------------- | ------------------ | ---------------------- | ------------------------------------------------------------------------------------------- | --- |
| 宮島図屏風       | 紙本著色     | 六曲一双       | 160.6x367.8（各） | 東京国立博物館     |                        | 印章「松本」「心易」「山雪」                                                                | かつては大内裏の主殿寮所有品。1917年（大正6年）に同館へ移管。初期の作とする説もあるが、習熟具合からもっと下るとする意見もある。 |
| 牧場図屏風       | 紙本金地著色 | 六曲一隻       |                   | 東京国立博物館     |                        | 印章「松本」「心易」「山雪」「御免筆」                                                      | 同じく主殿寮旧蔵品。馬図のなかでは初期の作か。馬に関する漢詩や和歌を、大きく散らし書きしているのが特徴である（書者は不明）。屏風に書を大きく直書きするのは桃山から江戸初期にかけて朝廷で流行したことから、山雪も寛永期の王朝文化圏に関わっていたことが想定できる。                           |
| 群馬図屏風       | 紙本著色     | 六曲一隻       | 150.3x362.6       | 馬の博物館         |                        |                                                                                             | |
| 墨馬図屏風       | 紙本墨書     | 六曲一双押絵貼 |                   | 個人               |                        | 落款「岨巓山雪画之」印章「松本」「心易」「御免筆」                                          | 松山市指定有形文化財（絵画） |
| 製茶風俗図屏風   | 紙本墨画淡彩 | 六曲一双       | 161.5x358（各）   | 愛媛県美術館       |                        | 右隻：落款「岨巓山雪畫之」印章「心易」「山雪」 左隻：落款「岨巓山雪筆」印章「心易」「山雪」 | 愛媛県指定有形文化財 |
| 騎馬図           | 板絵著色     | 絵馬一面       |                   | 三島神社（砥部町） | 1661年（寛文元年）奉納 |                                                                                             | |
| 枯木叭々鳥図屏風 | 紙本金地墨画 | 六曲一隻       | 150.7x352.8       |                    |                        | 落款「岨巓心易」印章「松本」白文重廓長方印「山雪」白文木瓜型内円印                          | |
| 楼閣山水図屏風   | 紙本墨画淡彩 | 六曲一双       | 156.5x362.6       |                    |                        | 無                                                                                          | |
| 瀟湘八景図屏風   | 紙本墨画淡彩 | 六曲一双       |                   | 千葉市美術館       |                        | 印章「松本」「山雪」                                                                        | 上述の宮島図屏風と並んで山雪作品として地名度が高い作品で、所蔵する千葉市美術館では山雪真筆として扱っている。しかし、両隻に押された印章の朱の付きが悪く、朱色や印の細部が他の作品の押されたものと若干異なっている事から、京狩野派絵師の作品にあとから山雪の印が押されたものとする意見もある。 |